# Grudzianka
Grudzianka – wieś w Polsce położona w województwie wielkopolskim, w powiecie nowotomyskim, w gminie Lwówek.
W okresie Wielkiego Księstwa Poznańskiego (1815-1848) miejscowość wzmiankowana jako Grudzionka Olendry należała do wsi większych w ówczesnym powiecie bukowskim, który dzielił się na cztery okręgi (bukowski, grodziski, lutomyślski oraz lwowkowski). Grudzionka Olendry należała do okręgu lwowkowskiego i stanowiła część majątku Lwówek Zamek (niem. Neustadt), którego właścicielem był wówczas (1837) Antoni Łącki. W skład rozległego majątku Lwówek Zamek wchodziło łącznie 36 wsi. Według spisu urzędowego z 1837 roku Grudzionka Olendry liczyła 106 mieszkańców i 12 dymów (domostw).
W latach 1975–1998 miejscowość administracyjnie należała do województwa poznańskiego.